# 아가 칸 판례
아가 칸 판례(Aga Khan case)는 1866년 봄베이 고등법원에서 조셉 아놀드 판사가 내린 판결로, 초대 아가 칸인 하산 알리 샤가 봄베이 코자족 공동체의 수장으로서의 권위를 확립했다.
이 사건은 공식적으로 봄베이 코자족의 반체제 지도자들과 아가 칸 간의 재산 분쟁이었다. 아가 칸은 1846년 봄베이(현재의 뭄바이)에 도착한 페르시아 귀족으로, 대부분의 코자족을 포함한 추종자들에게 정당한 지도자이자 니자리 이스마일리 무슬림의 46대 이맘으로 여겨졌다. 반체제 인사들은 아가 칸이 코자족이 아니며 코자족은 항상 수니파 무슬림이었다고 주장하며 그의 권위 주장을 반박했다.
아놀드 판사는 이 분쟁을 판결하기 위해 코자족의 종교적 배경에 대한 광범위한 조사를 실시했다. 아가 칸의 증언과 수많은 문서 검토를 포함한 25일간의 재판 끝에, 아르놀드는 아가 칸에게 유리한 판결을 내리고, 코자족이 시아파 이스마일파이며 아가 칸이 그들의 합법적인 지도자라고 판결했다.